# São Romão de Aregos
São Romão de Aregos is een plaats (freguesia) in de Portugese gemeente Resende en telt 425 inwoners (2001).